# Christian Paput
Christian Paput, né en 1950, est un graveur et peintre français.

## Décoration
Il est décoré de l’Ordre national du Mérite en 1996[réf. nécessaire].

## Œuvre

### Publications
Monographies
- La gravure du poinçon typographique (TVSO, 1990, version bilingue 1998).
- Les métiers du livre, l’Encyclopédie Diderot et d’Alembert (Bibliothèque de l’image, 1994)
- Vocabulaire des arts graphiques, de la communication, de la PAO, etc. (éd. TVSO, 1997)
- Participe au Dictionnaire encyclopédique du livre et de l’édition (Cercle de la Librairie 2002-2005- )
- Les caractères (ouvrage collectif, publié à l’occasion d’une exposition sur la lettre et la typographie aux Silos à Chaumont-sur-Marne - 2002)
- Poésie & calligraphie imprimée à Paris au XVIIe siècle (ouvrage collectif, éditions Bibliothèque Mazarine - Comp'Act 2004)

Articles
- pour Arts et métiers du livre, Création, Grâphé, Traits, Mac Création, la lettre d’AML, IN info, etc.
- Article : « Louis Jou, l'homme et ses métiers », dans Correspondance 1917-1948, Louis Jou et André Suarès (Éditions Fondation Louis Jou - Jean-Claude Corbillon, 2010), p. 21-25.